# Mikola Dolinaj
Mikola Dolinaj ( 22. června 1894 Câmpulung la Tisa – 30. března 1970 Praha) byl rusínský veřejný, politický a kulturní činitel, lékař, ministr vlády Karpatské Ukrajiny.

## Život
Narodil se v rodině vesnického řeckokatolického kněze. Jeho matka byla také dcerou kněze. Mikolovi byly pouhé dva roky, když jeho otec zemřel. Od 10 let byl vychováván v rodině svého dědečka, slavného kněze a vynálezce Augustyna Yenkovského (1833-1923), který byl v posledních letech svého života farářem v obci Steblivka.
V roce 1912 maturoval na užhorodském gymnáziu v roce 1912, poté studoval na lékařské fakultě budapešťské univerzity. V roce 1918 se stal doktorem medicíny.
Poté pracoval v městské nemocnici v Užhorodu, v roce 1920 se stal jedním ze zakladatelů a aktivistou regionální společnosti „Osvícení“.
Od počátku 20. let byl členem sociálně demokratické strany, od roku 1926 generálním tajemníkem Křesťanské lidové strany.
Byl členem delegace ze Zakarpatí při vídeňské arbitráži 2. listopadu 1938 a po jejím skončení se stal členem demilitarizační komise působící v Budapešti. Po předání Užhorodu Maďarsku se Mykola Dolynai přestěhoval do Chustu, kde profesionálně působil do 15. března 1939. Zde vykonával sociální a politickou práci, stal se vedoucím sportovního klubu "Chust".
V únoru 1939 byl zvolen poslancem sněmu Karpatské Ukrajiny. 15. března byl jmenován ministrem zdravotnictví v posledním složení vlády Karpatské Ukrajiny.
Po obsazení Karpatské Ukrajiny maďarskými vojsky emigroval (spolu s Augustinem Vološinem) přes Rumunsko a Jugoslávii do Protektorátu Čechy a Morava.
V červnu 1945 byl zatčen kontrarozvědkou Směrš a na zvláštním zasedání NKVD dne 28. prosince 1945 byl odsouzen na 5 let v pracovních táborech. Žádost o milost ze dne 6. května 1946 byla zamítnuta. Byl vyhoštěn na Sibiř. Po propuštění z gulagu dne 1. března 1950 se vrátil do Prahy.
Pohřben je v Praze. Rehabilitován byl dne 26.3.1990.